# 皮金鎮區 (印第安納州范德堡縣)
皮金鎮區（英語：Pigeon Township）是位於美國印第安納州范德堡縣的一個行政鎮區。

## 地方資料
根據2010年美國人口普查的數據，皮金鎮區的面積為28.60平方千米，當中陸地面積為28.40平方千米，而水域面積為0.20平方千米。當地共有人口67945人，而人口密度為每平方千米2,375.7人。